# Serge Muhmenthaler
Serge Muhmenthaler, né le 20 mai 1953, est un arbitre suisse de football. 

## Carrière
Il a officié dans des compétitions majeures : 
- Coupe de Suisse de football 1988-1989 (finale)
- Coupe UEFA 1995-1996 (finale aller)
- Euro 1996 (1 match)
- Supercoupe de l'UEFA 1996 (finale retour)
- Tournoi de France (1997) (1 match)